# St. Kilian (Unterschüpf)

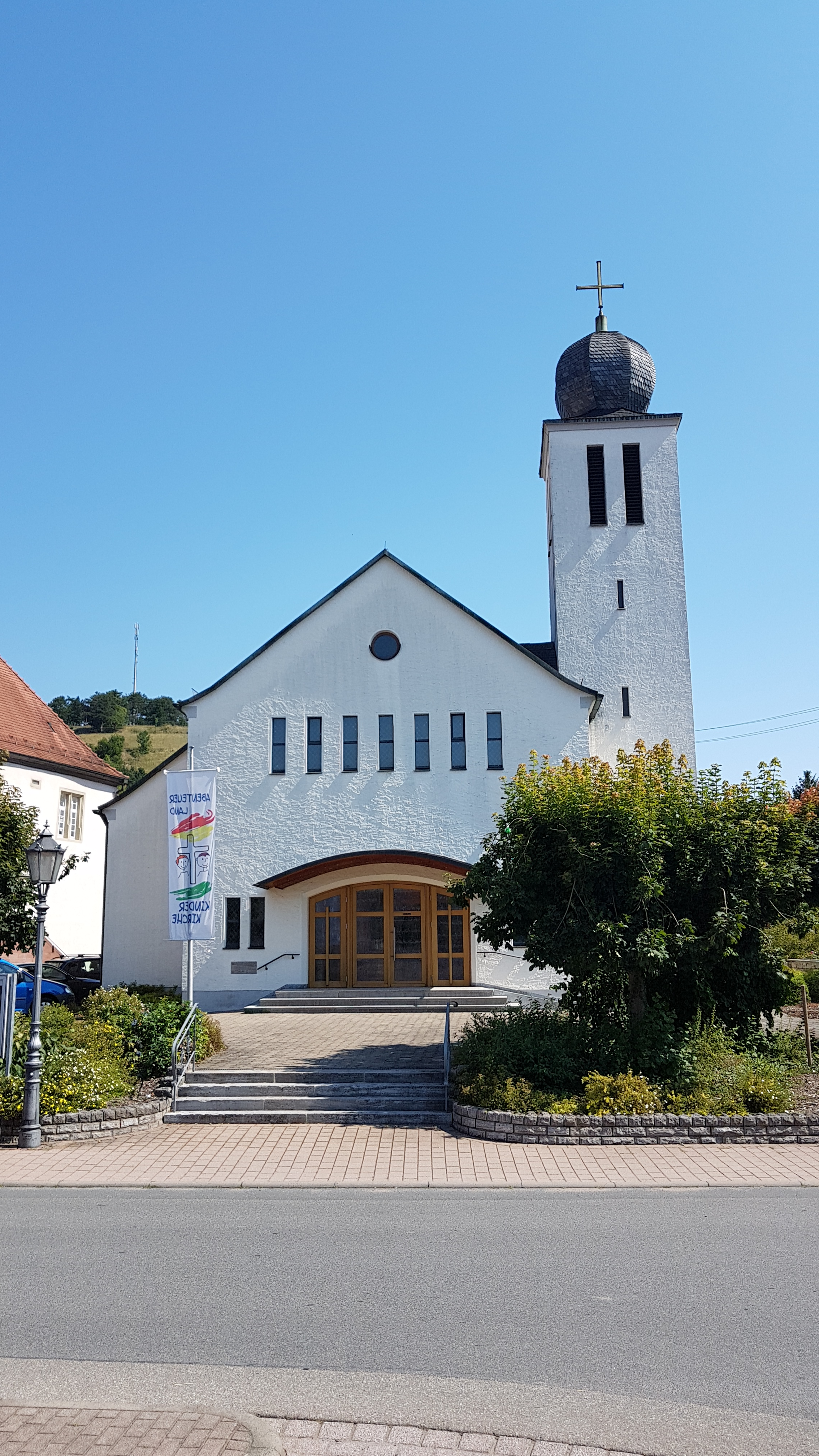
St. Kilian Unterschüpf

Die römisch-katholische Pfarrkirche St. Kilian in Unterschüpf, einem Stadtteil von Boxberg im Main-Tauber-Kreis, wurde in der Mitte des 20. Jahrhunderts errichtet und ist dem heiligen Kilian geweiht.

## Geschichte
Die Kilianskirche wurde in den Jahren 1955/56 errichtet. Die Kirche gehört zur Seelsorgeeinheit Boxberg-Ahorn, die dem Dekanat Tauberbischofsheim des Erzbistums Freiburg zugeordnet ist.

## Kirchenbau und Ausstattung
Es handelt sich um einen modernen Kirchenbau aus der Mitte des 20. Jahrhunderts. Die Kirche verfügt über ein dreistimmiges Geläut der Glockengießerei Friedrich Wilhelm Schilling aus Heidelberg. Die zweite Glocke ist dem Heiligen Kilian und die dritte, kleine Glocke der Heiligen Maria geweiht. Es erklingt das Gloria-Motiv. Daneben gibt es noch eine zweite Glocke. In einem seitlich an den Eingangsgiebel der Pfarrkirche gestellten, massiven Glockenturm hängen die drei Glocken in einem Stahlglockenstuhl.